# Gloydius
Gloydius é um género de víboras-de-fosseta endémico da Ásia. A sua designação é uma homenagem ao herpetólogo dos Estados Unidos Howard K. Gloyd, sendo muito semelhante ao género norte-americano Agkistrodon. São actualmente reconhecidas nove espécies.

## Distribuição geográfica
As espécies de Gloydius são encontradas na Rússia, a leste dos Montes Urais, Sibéria, Irão, Himalaias desde o Paquistão, Índia, China, Nepal, Coreia, Japão e ilhas Ryukyu.

## Espécies
| Espécie          | Autoridade                       | Subesp.* | Distribuição geográfica |
| ---------------- | -------------------------------- | -------- | --- |
| G. blomhoffii    | (H. Boie, 1826)                  | 3        | China, Coreia e Japão. |
| G. halysT        | (Pallas, 1776)                   | 4        | Rússia, a leste dos Montes Urais, Sibéria, Irão, Mongólia até ao norte e centro da China, bem como as ilhas meridionais das ilhas Ryukyu.           |
| G. himalayanus   | (Günther, 1864)                  | 0        | Ao longo das encostas meridionais dos Himalaias desde o nordeste do Paquistão até ao norte da Índia e Nepal. Encontrada a altitudes de 1524–3048 m. |
| G. intermedius   | (Strauch, 1868)                  | 2        | Sudeste do Azerbaijão, norte do Irão, sul do Turquemenistão, noroeste do Afeganistão, sul da Rússia, noroeste da China e Mongólia.                  |
| G. monticola     | (F. Werner, 1922)                | 0        | Montanhas do norte de Yunnan na China. |
| G. saxatilis     | (Emelianov, 1937)                | 0        | Rússia (Sibéria oriental), ordeste da China, Coreia do Norte e Coreia do Sul.                                                                       |
| G. shedaoensis   | (Zhao, 1979)                     | 0        | Ilha Shedao, ao largo da costa Liaotung, China. |
| G. strauchi      | (Bedriaga, 1912)                 | 0        | Planalto Tibetano nas províncias de Qinghai oeste de Sichuan, China.                                                                                |
| G. tsushimaensis | (Isogawa, Moriya & Mitsui, 1994) | 0        | Ilha de Tsushima, Japão. |
| G. ussuriensis   | (Emelianov, 1929)                | 0        | Extremo Oriente da Rússia (Primorsky Krai), nordeste da China, Coreia do Norte e do Sul, incluindo a ilha Jeju.                                     |

*) Sem incluir a subespécie nominativa.

T) Espécie-tipo.

## Taxonomia
Devido à forte semelhança morfológica, estas espécies eram, até há pouco tempo, classficadas no género Agkistrodon. Contudo, desde 1999 os estudos cladísticos mostram claramente que Agkistrodon não constituía um clado (na verdade, não era sequer parafilético) e foi por isso dividido em vários géneros.

## References
1. 1 2 3  McDiarmid RW, Campbell JA, Touré TA (1999). Snake Species of the World: A Taxonomic and Geographic Reference, Volume 1. Washington, District of Columbia: Herpetologists' League. 511 pp. ISBN 1-893777-00-6 (series). ISBN 1-893777-01-4 (volume).
2. ↑  Beolens B, Watkins M, Grayson M. 2011. The Eponym Dictionary of Reptiles. Baltimore: Johns Hopkins University Press. xiii + 296 pp. ISBN 978-1-4214-0135-5. (Gloydius, p. 102).
3. 1 2 3 4  «Gloydius » (em inglês). ITIS (www.itis.gov). Consultado em 17 de outubro de 2006